# Thaumasura dentatitibia
Thaumasura dentatitibia är en stekelart som beskrevs av Girault 1927. Thaumasura dentatitibia ingår i släktet Thaumasura och familjen puppglanssteklar. Inga underarter finns listade i Catalogue of Life.